# EMSZO

Az EMSZO jelképe

Az EMSZO (Egyházközségi Munkásszakosztályok) a katolikus egyházon belül a 20. század első felében létrejött keresztény szociális munkásmozgalmi szervezet.

## Kezdetek
1931-ben jelent meg XI. Piusz pápa Quadragesimo anno kezdetű szociális enciklikája. A benne kifejtett társadalmi tanítás nagy hatást gyakorolt a magyarországi keresztény szociális mozgalmakra.
Részben ennek tudható be, hogy 1935 őszén néhány budapesti egyházközség kultúrházában új munkásegyletek alakultak Egyházközségi Munkásszakosztályok (EMSZO) címen Zibolan Endre gimnáziumigazgató és Bihari Ferenc tanár (az ő szerepét később Freesz József káplán vette át) vezetésével, Mészáros János érseki helynök támogatásával.
A mozgalom kezdetén meghatározott fő feladatok a következők voltak:
1. katolikus világnézet alapján a munkások valláserkölcsi, szociális nevelése, tanítása, megszervezése;
2. kulturális és szórakoztató foglalkozások;
3. karitatív támogatás;
4. előkészítés az érdekképviseleti szervezkedésre.

1936-ban csatlakozott ehhez a bontakozó szervezethez néhány egyetemista, akiket nem elégített ki az egyetemi settlement mozgalom keretében a budapesti nyomortelepeken végzett önkéntes szociális munka; akik nem a „tüneteket” kívánták megszüntetni, hanem a nyomort kiváltó „okokat, ” vagyis felismerték, hogy mélyreható, keresztény elveken alapuló társadalmi változásokra van szükség. E fiatalok közül került ki az EMSZO első hivatásos munkatársa, központi titkára, Vida István. 1936 végén jutott a szervezkedés központi helyiséghez, ahol a tényleges munka 1937 elején indult meg.

## Tevékenysége
Az EMSZO fő feladatának a tagok és a hívek állampolgári, társadalompolitikai, világnézeti képzését és nevelését tekintette. A központ titkára és önkéntesei az egyházközségekben segítették a helyi csoportok megszervezését, a gyűlésekre előadókat, témavázlatokat küldtek, továbbképzéseket tartottak, helyi tanfolyamokat vezettek vagy szerveztek. Kezdetben havonta jelent meg újságjuk, a Katolikus Munkás, mely 1938 február-márciustól Új Szociális Rend-re változtatta a nevét, s legvégül (1938 októberétől) Új rend címen jelent meg hetilapként. Példányszáma 5000 volt. A pápai szociális enciklikák alapján hirdették többek között munkások jogát az olyan igazságos bérhez, amely a családjának is biztosítja az emberhez méltó életkörülményeket szellemi, anyagi és kulturális téren egyaránt.
Egy csoport megalakításához minimálisan 20 fő volt szükséges. A csoportok nem külön szervezetek, egyesületek, hanem mint az egyházközség részei politikai kérdéseket nem tárgyaltak. A szakszervezeti tevékenység is kívül állt hatáskörén kezdetben.
Három év múlva már mintegy ötven helyi szervezetük működött a fővárosban, a negyvenes évek elején pedig már közel másfél száz helyi szervezetük volt, egyenként 50-200 taggal. Az EMSZO egyes csoportjai élén a munkások által választott vezetőség állt, amelyet az úgynevezett lelki tanácsos kötött össze az egyházközséggel. A helyi csoportokban fontos szerepet betöltő kulturális és szociális titkárok is a munkások közül kerültek ki.
1938-ban tartották első nagygyűlésüket, amelyen mintegy harmincezer résztvevő előtt hirdették meg a mozgalom nemzetpolitikai programját. A programot a neves jezsuita szociológus Varga László és Mikos Ferenc gazdasági jogász állított össze. Fő pontjai az ország függetlensége, a társadalmi struktúrák valódi reformja (államreform és új alkotmány, mely egyaránt biztosítja az állam tekintélyét és az egyén szabadságát), a gyökeres földreform, a mezőgazdasági munkások helyzetének javítása, az anyaság és a család védelme (a nőknek „egyenlő munkáért egyenlő bért”!), a keresztény értékek védelme, testvériség a környező nemzetekkel voltak. Ez a program 1939-ben könyv formájában is megjelent „Magyar Cél” címmel.
Az EMSZO-nak a vezetői által is felismert hiányossága volt, hogy a munkások mindennapi nehézségéin csak alkalmanként tudott segíteni, megoldatlan volt a rendszeres érdekvédelem. Ezt a szerepet vállalta magára a vezető révén az EMSZO-val is kapcsolatban lévő Magyar Dolgozók Országos Hivatásszervezete.
A mozgalmi vezetők radikális szociális hangneme tartózkodást váltott ki az egyházi körökben. Ezért a vidéki egyházmegyéknek csak egy részében alakultak EMSZO csoportok. Az EMSZO és a Hivatásszervezet jelentőségét azonban hamar felismerte és ezért munkáját támogatta Teleki Pál miniszterelnök. Hasonló okokból heves polémia alakult ki az EMSZO és a keresztényszocialista mozgalom között.
Teleki Pál biztatására a KALOT, az EMSZO és a Hivatásszervezet 1940-ben közös frontot hozott létre Magyar Szociális Népmozgalom névvel.
Az EMSZO 1941-ben érte el fejlődésének csúcspontját. Ekkor Budapesten 56, vidéken 75 csoportja volt. 1424 előadást tartottak, 86 tanfolyamot és 17 munkásakadémiát.
További kibontakozását lassították a háború hatásai (besorozások, az egyesületi gyűlések, összejövetelek engedélyhez kötése), majd a nyilasok támadása a mozgalom ellen, illetve anyagi nehézségek is.
A német megszállás után és a nyilas uralom alatt részt vett az üldözöttek mentésében. 1944-ben tagja lett a Magyar Frontnak, ahol Freesz József képviselte az EMSZO-t.
1944 decemberében a német megszállók valóságos hajtóvadászatot tartottak az EMSZO vezetői ellen. A Gestapo letartóztatta az öt legfőbb vezetőt, akiket azután Dachauba hurcoltak. A koncentrációs táborból ketten (Szalay György és Tömör Magdolna) soha nem tértek vissza.
A háború vége felé Debrecenben megalakult Ideiglenes Nemzeti Kormány 1945 elején – a Moszkvában kötött Fegyverszüneti Egyezmény 15. pontjára hivatkozva – az 529/1945. ME számú rendelettel föloszlatott 25-féle fasisztának minősített szervezetet, közöttük a valójában egyáltalán nem fasiszta EMSZO-t is (az életben maradt vezetők ekkor még Dachauban voltak!).
A kommunisták folyamatos üldözése ellenére több EMSZO csoport, megváltozott névvel, tovább folytatta tevékenységét még több éven át. Freesz József káplánt ezért 1948-tól rendszeresen beidézték az Andrássy út 60-ba, ahol az ÁVO-sok rendszeresen bántalmazták (többek között elektrosokkal). Végül ezek nyomán elméje megbomlott és 1951 novemberében elhalálozott.